# Chimarra atnia
Chimarra atnia är en nattsländeart som beskrevs av Malicky och Chantaramongkol 1993. Chimarra atnia ingår i släktet Chimarra och familjen stengömmenattsländor. Inga underarter finns listade i Catalogue of Life.